# Странник (театр)
«Странник» (православный театр) (Санкт-Петербургский православный драматический театр «Странник») — театр, открывшийся в Санкт-Петербурге в 2007 году по адресу ул. Цветочная, 16 («АТИ») (ст. м. «Московские ворота»). Постановки театра основываются на произведениях русской классической и современной литератур, в которых присутствует христианская тематика.
Театр является лауреатом и дипломантом V-го Международного театрального форума «Золотой Витязь», I-го, II-го, III-го и IV-го Пасхальных театральных фестивалей Александро-Невской лавры, а также 11-го Международного фестиваля камерных спектаклей по произведениям Ф. М. Достоевского в Доме-музее писателя в Старой Руссе.
На III-м Международном Оптинском форуме российской интеллигенции митрополитом Калужским и Боровским Климентом театру был вручён диплом «За большой вклад в сохранение духовно-культурного наследия России» за подписью Министра Культуры РФ А. Авдеева.

## История, концепция, помещение театра
Согласно данным журналистки Виолетты Рябко, театр расположен на территории «Завода АТИ», рядом с производством асбестотехнической продукции, церковью и студией православного радио. Изначально сцена находилась на чердаке церкви, но затем труппа переехала в новый зал с красивыми креслами для зрителей, звукоизоляцией и другими техническими удобствами. Театр — классический, здесь строго придерживаются систем Станиславского и Михаила Чехова и считают себя продолжателями традиций первых русских театров, которые открывались при церквях и семинариях и противопоставляли себя скоморохам.

## Постановки

### «Раскольников»
Спектакль — лауреат I-го Пасхального театрального фестиваля в Санкт-Петербурге (2007 год); дипломант XI-го Международного фестиваля камерных спектаклей по произведениям Ф. М. Достоевского в Старой Руссе (2007 год), председатель жюри — народный артист России Георгий Тараторкин.
За основу спектакля взята линия взаимоотношений Родиона Раскольникова и Сони Мармеладовой.
Инсценировка Владимира Уварова по роману Ф. М. Достоевского «Преступление и наказание».
- Режиссёр-постановщик — Владимир Уваров.
- Музыкальное оформление — Антон Медведский.

- Действующие лица и актёры:
  - Родион Раскольников — Александр Чередник, Андрей Зарубин.
  - Соня Мармеладова — Елена Станчиц.
  - Мармеладов — Сергей Галустянц, Олег Кузнецов.
  - Мужичок в распивочной — Михаил Метёлкин, Николай Морозов, Сергей Галустянц.

### «Портрет»
Спектакль — лауреат II-го Пасхального театрального фестиваля в Санкт-Петербурге (2008 год); дипломант V-го Международного театрального форума «Золотой Витязь», Москва (2007 год).
Инсценировка Владимира Уварова по одноимённой повести Н. В. Гоголя «Портрет».
- Режиссёр-постановщик — Владимир Уваров.
- Художник-постановщик — Елена Логинова.
- Музыкальное оформление — Антон Медведский.

- Действующие лица и актёры:
  - Чартков — Николай Морозов.
  - Ростовщик, издатель — Сергей Галустянц.
  - Отец-художник — Олег Кузнецов.
  - Сын-художник — Михаил Метёлкин, Андрей Зарубин.
  - Лавочник, послушник — Фалес Зинковский, Андрей Обарухин.
  - Светская дама, Екатерина II — Елена Станчиц.
  - Приятель-живописец — Николай Пархоменко.
  - Секретарь — Николай Пархоменко, Николай Хлопотин.
  - Монах — Николай Пархоменко, Николай Хлопотин.

### «Профессор держит слово»
Спектакль — дипломант VI-го Пасхального театрального фестиваля в Санкт-Петербурге (2012 год).
Спектакль поднимает острые проблемы современной действительности. Толерантность — хорошо это или плохо? О своей пьесе (как и «Свидетель», пьеса написана специально для театра «Странник») Дмитрий Орехов сказал в нескольких словах: «Пришло время смеяться над либералами». Автор пьесы считает своё произведение комедией, но в нём, как в пьесах Гоголя и Чехова, слишком много болевых точек. И плакать зрителям хочется точно не реже, чем смеяться.
- Автор пьесы — Дмитрий Орехов.
- Режиссёр-постановщик — Владимир Уваров.
- Художник-постановщик — Елена Логинова.
- Музыкальное оформление — Антон Медведский.

- Действующие лица и актёры:
  - Профессор Мякишев — Сергей Галустянц.
  - Зинаида — Елена Станчиц.
  - Ляля — Светлана Бакулина, Анна Макеева, Ольга Василенко.
  - Пётр — Пётр Захаров, Станислав Белозёров.
  - Иван Прокофьевич — Вячеслав Горовой.
  - Молчальник — Михаил Метёлкин.
  - Дядя Рафик — Николай Морозов.
  - Белая Дама — Светлана Васильева.
  - Куропаткина — Галина Сидорова.
  - Куропаткин — Фалес Зинковский.
  - Снежанна — Виталина Гусак, Ольга Родионова.
  - Султан — Сергей Балицкий.
  - Студентки, тени — Виталина Гусак, Ольга Василенко, Юлия Чмых, Светлана Васильева.

### Список постановок
- «Раскольников»
- «Портрет»
- «Аленький цветочек»
- «Ночь»
- «Как волка учили добро помнить»
- «Русский остаток»
- «Свидетель»
- «Встретить младенца Христа»
- «Профессор держит слово»
- «Самый детский праздник»
- «Бал. Бесы»
- «На большой дороге»
- «Вода живая и мёртвая»
- «Страх»
- «Дары четвёртого волхва»
- «Маленькие трагедии»
- «Раскольников и Соня (история любви)»
- «Идиот»